# لودا (استان آرخانگلسک)
لودا (به لاتین: Luda) یک منطقهٔ مسکونی در روسیه است که در استان آرخانگلسک واقع شده‌است.